# Natação nos Jogos Pan-Americanos de 2007 - 200 m livre feminino
O evento dos 200 m livre feminino nos Jogos Pan-Americanos de 2007 foi realizado no Rio de Janeiro, Brasil, com a final realizada em 20 de julho de 2007.

## Medalhistas
| Ouro   | USA Ava Ohlgren      |
| Prata  | CAN Stephanie Horner |
| Bronze | BRA Monique Ferreira |

## Resultados

### Final
| Posição | Nadadora         | Nação              | Tempo   | Nota |
| ------- | ---------------- | ------------------ | ------- | ---- |
| 1       | Ava Ohlgren      | USA Estados Unidos | 2:00.03 |      |
| 2       | Stephanie Horner | CAN Canadá         | 2:00.29 |      |
| 3       | Monique Ferreira | BRA Brasil         | 2:01.38 |      |
| 4       | Hiley Bell       | CAN Canadá         | 2:02.35 |      |
| 5       | Katie Carroll    | USA Estados Unidos | 2:02.74 |      |
| 6       | Pamela Benitez   | ESA El Salvador    | 2:03.80 |      |
| 7       | Cecilia Biagioli | ARG Argentina      | 2:04.10 |      |
| 8       | Erin Volcán      | VEN Venezuela      | 2:05.01 |      |